# Ternatus malleatus
Espèce
Ternatus malleatus est une espèce d'araignées aranéomorphes de la famille des Linyphiidae.

## Distribution
Cette espèce est endémique du Guangxi en Chine,. Elle se rencontre dans la réserve naturelle nationale de Huaping vers 850 m d'altitude.

## Description
Le mâle holotype mesure 2,49 mm et la femelle paratype 2,51 mm.

## Publication originale
- Sun, Li & Tu, 2012 : Ternatus, a new spider genus from China with a cladistic analysis and comments on its phylogenetic placement (Araneae: Linyphiidae). Zootaxa, no 3358, p. 28-54.